# Crataegus succulenta
Crataegus succulenta — вид квіткових рослин із родини трояндових (Rosaceae).

## Біоморфологічна характеристика
Це дерево чи кущ 40–80 дм заввишки. Старші стовбури зазвичай мають складні шипи. Нові гілочки червонувато-зелені, голі, 1-річні темні, блискучі червоно-коричневі, 2–3-річні стають темно-сірими, старші ± блідо-сірі; колючки на гілочках численні, зазвичай вигнуті, блискучі, однорічні темно-чорнувато-коричневі, міцні, 3–6(8) см. Листки: ніжки листків 1–2 см, голі, не залозисті; пластини від ромбо-еліптичних до широко ромбо-яйцеподібних чи еліптичних, 4–7 см, основа клиноподібна, часток по 3–5 з боків, верхівки часток від зазвичай гоструватих до тупих, краї пилчасті, верхівка від гострої до гоструватої, рідко тупа, нижня поверхня гола, верх шершавувато-червоно-запушений молодим. Суцвіття 15–30-квіткові. Квітки 12–17 мм у діаметрі; чашолистки вузько трикутні, 4–6 мм; тичинок 20; пиляки зазвичай червоні або рожеві, рідше білі. Яблука яскраво- чи темно-червоні, ± кулясті, (4)7–10(14) мм у діаметрі, голі, рідко запушені. 2n = 51.

## Ареал
Зростає на сході США (Колорадо, Коннектикут, Іллінойс, Індіана, Айова, Кентуккі, Мен, Меріленд, Массачусетс, Мічиган, Міннесота, Міссурі, Монтана, Нью-Гемпшир, Нью-Йорк, Північна Кароліна, Огайо, Пенсильванія, Теннессі, Род-Айленд, Вермонт, Західна Вірджинія, Вісконсин) й сході Канади (Онтаріо, Квебек, Манітоба).

## Використання
Плоди вживають сирими чи приготованими чи сушать. М'якуш солодкий, соковитий і борошнистий.
Хоча конкретних згадок про цей вид не було помічено, плоди та квіти багатьох видів глоду добре відомі в трав'яній народній медицині як тонізувальний засіб для серця, і сучасні дослідження підтвердили це використання. Зазвичай його використовують у вигляді чаю чи настоянки.
Деревина роду Crataegus, як правило, має хорошу якість, хоча вона часто занадто мала, щоб мати велику цінність.